# 死后文
《死后文》是一部雨宫谅执笔、於电击文库連載的轻小说。同名动画由J.C.STAFF制作、2008年1月开始放送。小說與動畫兩者同時進行，並無改編以及原作之分。

## 故事简介
这是个由一封送到现实世界活着的人手中的死者的书信所开始的故事。通过叙述各式各样与“死”相关的故事，将自己存在的理由和生存的意义传达给你。

## 登場人物

### 主要角色
芙蜜卡（文伽）（聲：植田佳奈）
以将死者的信息“死后文”送到活人手中为工作的“死后文送信人”的不可思议的少女。平时口气粗野，但只要事情关系到送达死后文的工作时就会变得认真起来，偶尔还会认真到过头的地步。
真實身分是美川文歌的另一的人格，美歌。
在動畫中表現出喜歡文歌的情形。
卡娜卡（聲：松岡由貴）
芙蜜卡一直带在身边的巨大手杖。会说人话，负责辅助芙蜜卡死后文送信人”的工作。所有的“死后文送信人”都带着同一款樣式的手杖。性别为女性。和主人比起来，能说会道，不过有些孩子气的感觉。女性手杖的翅膀皆呈現下垂狀。

### 次要角色
野島要（聲：寺島拓篤）
文歌國中時期的同學，曾跟文歌告白，但是被拒絕了。喜歡的對象是文歌的另一個人格－美歌。
野島辰巳（聲：野島昭生）
野島要的父親。職業是刑警。俗稱ノジ先生。
千秋（聲：浅野真澄）
是死後文的送信人之一，在50年多以前因交通事故死亡而成為死後文的送信人。是文伽的同事，不過由於送信地區的不同在地上遇見的機會較少。
有著比文伽快樂的性格，送信的工作已經有了很長一段時間。因為是個死去的人身體永遠保持著生前的模樣，對被文伽說成貧乳有點在意。對有著特殊經歷的文伽有點興趣。
清澄是喜歡的人的姓氏，送給千章的死後文是墓碑，上面刻著「清澄千章」。
瑪特瑪（聲：加藤將之）
千秋的手杖，個性較卡娜卡沉穩，性别为男性。因为发音与西红柿相近，名字经常被卡娜卡拿来抬杠。男性手杖的翅膀皆呈現上揚狀。
美川文歌（聲：仙台惠理）
在槍擊煌之後，幾年來一直沉睡在醫院。
在被父親美川煌虐待後，產生了新的人格－美歌，以此來承受一部份的壓力，後來在美歌槍擊煌之後，導致文歌過度的自責，而陷入沉睡。
儘管被父親虐待，依然喜歡著溫柔的父親。
美川煌（聲：小山力也）
文歌的父親，名小說家。
寫的小說有特別的魅力，喜歡自認為美麗的事物，討厭自認為不美麗的事物。
使用玻璃筆在文歌的身體上寫作。
有一間收藏室，收藏著刀、槍，文歌使用的槍便是從這裡取得的。
疑似被愛澤美麗拋棄，因而變得神經質，而這點在女兒美川文歌的身上體現。
葛西春乃（聲：折笠富美子）
夏香的姊姊，在編輯部工作，煌的粉絲，同時也是他的責任編輯。
原本是不被看好的編輯，被當作是給煌的犧牲品，結果卻成功。
葛西夏香（聲：千葉紗子）
春乃的妹妹，文歌國中時期的同學，喜歡著要。

### 客串角色
町屋翔太（聲：代永翼）
就读于海鸥镇高中的16岁的少年。性格开朗坦诚，热衷于在大楼的废墟里发射自己做的迷你火箭。悄悄的喜欢着总是会到废墟里来找他的明日奈。
收到明日奈父親的死後文，得知明日奈沙害了自己的父親，原本極力相信明日奈，卻反被明日奈殺害滅口。
死後文是對明日奈道歉，認為是自己沒有去認識明日奈，也沒有注意到明日奈的痛苦。同時也感謝明日奈願意相信他。
綾瀬明日奈（聲：仙台惠理）
和翔太住在同一个小镇上的16岁的高中女生，无法得知她是否知道翔太的心意，经常到翔太呆着的大楼废墟里找他聊天。其實有黑暗的過去，憎恨父親。
父親是個無業遊民，靠著強迫明日奈在遊樂園的廢墟中拍色情照賺取金錢。在頂樓遇見了翔太。一方面看到翔太充滿著希望、一方面對自己的未來充滿著絕望，對於翔太有著矛盾的想法。既討厭翔太能望向未來，又想相信他的夢想能開創兩人新的未來。
在一日不堪負荷時提出希望一日的請求，沒想到父親不但不答應，還連妹妹也打算拖下水。明日奈為了不讓妹妹被脅迫，而把父親殺死。
被野島刑警稱為是純粹的罪犯。不是為了金錢或利益得失，具有明確的目的性，強烈的動機、純粹的信念。
看到翔太的死後文後心感愧疚，重回大樓將翔太完成的火箭發射升空。為了成功發射而掏出刀割斷纏住火箭的繩子，卻被後來到的小田刑警誤認為是要襲警反抗而開槍殺死。
死後文是對妹妹最純粹的思念。
绫濑美红（聲：大前茜）
绫濑明日奈的妹妹。6岁。後來被送至寄養院。在第13集與小女孩文伽相遇。
绫濑竹藏（聲：西村知道）
45歲，一個人渣。認為自己生養的女兒替自己賺錢是應該的。
脅迫自己的女兒拍成人照片，後來連同小女兒也不放過，導致被明日奈殺死。
就連死後文也是對於女兒的憎恨，十足的人渣。
北条文伽（ふみか）（聲：矢島晶子）
於第十話登場的年幼女孩，與文伽同名，隨身攜帶掌上型遊戲機。原作轻小说中的主角。日后也成为了死后文的邮递员，作为搭档的手杖（阿隆兹）名为真山。
愛澤美麗（聲：村井每早）
文歌的母親。非常不負責任的母親，是個有名的大明星。
結婚生子的原因是因為想要體驗一下女人的幸福。
追求美麗這一點跟美川煌很像。
筱崎鈴音（聲：堀江由衣）
菊川公一的妹妹，因雙親離婚而與公一姓氏不同。

## 出版書籍
1. 2006年10月25日初版發行、ISBN 4-8402-3591-0[2]
2. 2007年3月25日初版發行、ISBN 978-4-8402-3765-9[3]
3. 2007年11月25日初版發行、ISBN 978-4-8402-4065-9[4]
4. 2008年3月25日初版發行、ISBN 978-4-8402-4187-8[5]

## 電視動畫

### 製作人員
- 原作：湯澤友樓
- 企劃：川城和實、真木太郎
- 製片人：湯川淳、大澤信博、松倉友二
- 助手製片人：中路亮輔、川上龍太郎、松尾洸汰
- 動畫製作製片人：柏田真一郎
- 監督：佐藤龍雄
- 副監督：櫻美勝志
- 系列構成、脚本：大河内一樓
- 人物原案：黑星紅白
- 人物設定：川上哲也
- 道具設計：岡本真由美
- 視覺概念：鈴木政彥
- 美術監督：坂本信人
- 美術設定：坂本龍
- 背景：
- 色彩設計：店橋真弓
- 撮影監督：大河内喜夫
- 編輯：西山茂
- 編輯助手：坪根健太郎
- 編輯工作室：REAL-T
- Post-production：東京現像所（野木健一、山本洋平）
- 音響監督：鶴岡陽太
- 效果：森川水子
- 錄音調整：名倉靖
- 錄音助手：砂庭舞
- 錄音工作室：
- 音響制作：樂音舍
- 音響制作擔當：杉山好美
- 音樂：七瀨光
- 音樂製片人：井上俊次
- 音樂制作：
- 宣傳：沖訓久
- 宣傳助手：小見實
- 設定制作：藤澤顯
- 協力：石川功（クオラス）
- 演出：GENCO
- 動畫製作：J.C.STAFF
- 製作：萬代影視、

### 主題曲
片頭曲「コトダマ」
作詞 - 寶野亞莉華 / 作曲・編曲 - 片倉三起也 / 歌 - ALI PROJECT
片尾曲「Chain」
作詞 - 兒玉沙織 / 作曲・編曲 - ぺーじゅん / 歌 - Snow*

### 各話列表
| 話數 | 原文標題 | 中文標題 | 分鏡       | 演出     | 作畫監督                                   | 總作畫監督          | DVD收錄           |
| ---- | -------- | -------- | ---------- | -------- | ------------------------------------------ | ------------------- | ----------------- |
| 1    |          | 告白     | 佐藤竜雄   | 櫻美勝志 | 川上哲也                                   | -                   | 一通目 （第1卷）  |
| 2    |          | 火箭     | 佐藤竜雄   | 長井龍雪 | 岡本真由美                                 | 川上哲也            | 一通目 （第1卷）  |
| 3    |          | 朋友     | 佐藤卓哉   | 櫻美勝志 | 清水明日香、吉田尚人 野村芙沙子            | 川上哲也            | 二通目 （第2卷）  |
| 4    |          | 眼淚     | 木村真一郎 | 矢吹勉   | 高野和史、ひのたかふみ                     | 川上哲也            | 二通目 （第2卷）  |
| 5    |          | 我回來了 | 柳澤哲也   | 上田繁   | 倉狩真吾、木本茂樹 梶谷光春                | 川上哲也            | 三通目 （第3卷）  |
| 6    |          | 吶喊     | 二瓶勇一   | 橋本敏一 | 野村芙沙子、冨岡寛                         | 川上哲也            | 三通目 （第3卷）  |
| 7    |          | 煌       | 佐藤竜雄   | 長井龍雪 | 岡本真由美                                 | 川上哲也            | 四通目 （第4卷）  |
| 8    |          | 開端     | 佐藤竜雄   | 櫻美勝志 | 岩瀧智                                     | 川上哲也            | 四通目 （第4卷）  |
| 9    |          | 重逢     | 下田正美   | 鈴木行   | 吉田隆彦、吉田尚人 田畑昭、加藤園 橋口隼人 | 川上哲也 野村芙沙子 | 五通目 （第5卷）  |
| 10   |          | 相遇     | 二瓶勇一   | 矢吹勉   | 佐古宗一郎、高野和史 ひのたかふみ          | 川上哲也            | 五通目 （第5卷）  |
| 11   |          | 覺醒     | 須間雅人   | 長井龍雪 | 岩瀧智、野村芙沙子 杉本功、岡本真由美      | 川上哲也            | 六通目 （第6卷）  |
| 12   |          | 死後文   | 佐藤竜雄   | 櫻美勝志 | 川上哲也、吉田尚人 清水明日香、岩瀧智      | 川上哲也            | 六通目 （第6卷）  |
| 13   |          | 以後     | 佐藤竜雄   | 櫻美勝志 | 川上哲也                                   | -                   | 七通目 （最終卷） |

### 播放電視台
日本深夜動畫：下文記載的日本国内播放時間使用日本標準時間（UTC+9）表示。因為部分時間标识會採用30小时制，因此請留意这类超过24:00的时间，其實際播放時間為翌日清晨。
| 播放地區 | 播放電視台   | 播放日期                | 播放時間             | 聯播網     | 備註         |
| -------- | ------------ | ----------------------- | -------------------- | ---------- | ------------ |
| 千葉県   | 千葉電視台   | 2008年1月5日 - 3月22日  | 星期六 25:35 - 26:05 | 独立UHF局  |              |
| 神奈川県 | 神奈川電視台 | 2008年1月5日 - 3月22日  | 星期六 26:30 - 27:00 | 独立UHF局  |              |
| 埼玉県   | 埼玉電視台   | 2008年1月7日 - 3月24日  | 星期一 26:00 - 26:30 | 独立UHF局  |              |
| 京都府   | KBS京都      | 2008年1月8日 - 3月25日  | 星期二 25:30 - 26:00 | 独立UHF局  |              |
| 東京都   | TOKYO MX     | 2008年1月8日 - 3月25日  | 星期二 26:00 - 26:30 | 独立UHF局  |              |
| 兵庫県   | SUN電視台    | 2008年1月8日 - 3月25日  | 星期二 26:10 - 26:40 | 独立UHF局  | 第6話未播放  |
| 三重県   | 三重電視台   | 2008年1月10日 - 3月27日 | 星期四 27:05 - 27:35 | 独立UHF局  |              |
| 日本全域 | BS11         | 2008年1月11日 - 3月28日 | 星期五 23:00 - 23:30 | BS技術放送 | ANIME+頻道内 |
| 岐阜県   | 岐阜放送     | 2008年1月13日 - 3月30日 | 星期日 25:35 - 26:05 | 獨立UHF局  |              |
| 日本全域 | 萬代頻道     | 2008年1月14日 - 3月31日 | 星期一 12:00 更新    | 網路配信   |              |
| 日本全域 | AT-X         | 2008年3月5日 - 5月21日  | 星期三 11:00 - 11:30 | CS放送     | 有重播       |

## 特典
DVD收錄，共計7回

### 集數列表
| 話數                 | 副標題 | 中文副標題 | 腳本       | 作畫     | 監修     | 分鏡     |
| -------------------- | ------ | ---------- | ---------- | -------- | -------- | -------- |
| Picture Drama 一通目 | 「」   | 「約會」   | 大河内一樓 | 黒星紅白 | 佐藤竜雄 | -        |
| Picture Drama 二通目 | 「」   | 「眼睛」   | 大河内一樓 | Poko     | 佐藤竜雄 | -        |
| Picture Drama 三通目 | 「」   | 「鬍子」   | 大河内一樓 | -        | 佐藤竜雄 | 佐藤竜雄 |
| Picture Drama 四通目 | 「」   | 「土井垣」 | 大河内一樓 | 黒星紅白 | 佐藤竜雄 | -        |
| Picture Drama 五通目 | 「」   | 「傳喚」   | 大河内一樓 | 川上哲也 | 佐藤竜雄 | -        |
| Picture Drama 六通目 | 「」   | 「杖」     | 大河内一樓 | -        | 佐藤竜雄 | 佐藤竜雄 |
| Picture Drama 七通目 | 「」   | 「搖籃曲」 | 大河内一樓 | 川上哲也 | 佐藤竜雄 | -        |